# 3.º governo da ditadura militar (Portugal)
O 3.º governo da Ditadura portuguesa, nomeado a 9 de julho de 1926 e exonerado a 18 de abril de 1928, foi liderado por Óscar Carmona.
Durante este governo é estabelecido o modelo de eleição presidencial por sufrágio universal directo em decreto datado de 24 de fevereiro de 1928. Desta forma, Carmona é eleito presidente da República, no dia 25 de março de 1928. Após a tomada de posse, em 15 de abril, Carmona nomeia o coronel José Vicente de Freitas para presidir ao novo governo, que teria início a 18 de abril.
Entre 9 de julho e 29 de novembro de 1926, a totalidade do governo serviu como chefe de Estado de Portugal, por falta de um presidente da República ou presidente do Ministério com as prerrogativas de chefe de Estado. Essas prerrogativas seriam atribuídas ao presidente do Ministério Óscar Carmona, sendo este nomeado presidente da República interino por decreto. Em 1928 seria eleito presidente da República efetivo.
A sua constituição era a seguinte:
| Cargo                                | Detentor | Detentor                                           | Período                                         |
| ------------------------------------ | -------- | -------------------------------------------------- | ----------------------------------------------- |
| Presidente do Ministério             |          | Óscar Carmona (1869–1951)                          | 9 de julho de 1926 a 18 de abril de 1928        |
| Vice-presidente do Ministério        |          | Abílio Passos e Sousa (1881–1966)                  | 11 de agosto de 1926 a 26 de agosto de 1927     |
| Ministro do Interior                 |          | Felisberto Pedrosa (interino) (1862–1937)          | 9 de julho de 1926 a 12 de julho de 1926        |
| Ministro do Interior                 |          | José Ribeiro Castanho (1875–1945)                  | 12 de julho de 1926 a 25 de janeiro de 1927     |
| Ministro do Interior                 |          | Jaime Afreixo (interino) (1867–1942)               | 18 de agosto de 1926 a 1 de novembro de 1926    |
| Ministro do Interior                 |          | Adriano da Costa Macedo (1870–1938)                | 25 de janeiro de 1927 a 26 de agosto de 1927    |
| Ministro do Interior                 |          | José Vicente de Freitas (1869–1952)                | 26 de agosto de 1927 a 18 de abril de 1928      |
| Ministro da Justiça e dos Cultos     |          | Manuel Rodrigues (1889–1946)                       | 9 de julho de 1926 a 11 de abril de 1928        |
| Ministro da Justiça e dos Cultos     |          | António Maria de Bettencourt Rodrigues (1854–1933) | 11 de abril de 1928 a 18 de abril de 1928       |
| Ministro das Finanças                |          | João Sinel de Cordes (1867–1930)                   | 9 de julho de 1926 a 18 de abril de 1928        |
| Ministro das Finanças                |          | Manuel Rodrigues (interino) (1889–1946)            | 17 de dezembro de 1926 a 18 de dezembro de 1926 |
| Ministro das Finanças                |          | Manuel Rodrigues (interino) (1889–1946)            | 28 de novembro de 1927 a 19 de dezembro de 1927 |
| Ministro das Finanças                |          | Artur Ivens Ferraz (interino) (1870–1933)          | 16 de fevereiro de 1928 a 7 de abril de 1928    |
| Ministro das Finanças                |          | Manuel Rodrigues (interino) (1889–1946)            | 24 de fevereiro de 1928 a data indeterminada    |
| Ministro da Guerra                   |          | Óscar Carmona (1869–1951)                          | 9 de julho de 1926 a 29 de novembro de 1926     |
| Ministro da Guerra                   |          | Abílio Passos e Sousa (1881–1966)                  | 29 de novembro de 1926 a 18 de abril de 1928    |
| Ministro da Marinha                  |          | Jaime Afreixo (1867–1942)                          | 9 de julho de 1926 a 26 de agosto de 1927       |
| Ministro da Marinha                  |          | Abílio Passos e Sousa (interino) (1881–1966)       | 4 de março de 1927 a 7 de março de 1927         |
| Ministro da Marinha                  |          | João Belo (interino) (1878–1928)                   | 26 de agosto de 1927 a 28 de agosto de 1927     |
| Ministro da Marinha                  |          | Agnelo Portela (1869–1935)                         | 28 de agosto de 1927 a 18 de abril de 1928      |
| Ministro dos Negócios Estrangeiros   |          | António Maria de Bettencourt Rodrigues (1854–1933) | 9 de julho de 1926 a 18 de abril de 1928        |
| Ministro dos Negócios Estrangeiros   |          | Óscar Carmona (interino) (1869–1951)               | 4 de setembro de 1926 a 24 de setembro de 1926  |
| Ministro do Comércio e Comunicações  |          | Abílio Passos e Sousa (1881–1966)                  | 9 de julho de 1926 a 29 de novembro de 1926     |
| Ministro do Comércio e Comunicações  |          | Júlio César de Carvalho Teixeira (1884–1959)       | 29 de novembro de 1926 a 26 de agosto de 1927   |
| Ministro do Comércio e Comunicações  |          | Artur Ivens Ferraz (1870–1933)                     | 26 de agosto de 1927 a 5 de janeiro de 1928     |
| Ministro do Comércio e Comunicações  |          | Abílio Passos e Sousa (interino) (1881–1966)       | 9 de setembro de 1927 a 13 de setembro de 1927  |
| Ministro do Comércio e Comunicações  |          | Alfredo Machado e Costa (1870–1952)                | 5 de janeiro de 1928 a 18 de abril de 1928      |
| Ministro das Colónias                |          | João Belo (1878–1928)                              | 9 de julho de 1926 a 3 de janeiro de 1928       |
| Ministro das Colónias                |          | Artur Ivens Ferraz (interino) (1870–1933)          | 28 de novembro de 1927 a 5 de janeiro de 1928   |
| Ministro das Colónias                |          | Artur Ivens Ferraz (1870–1933)                     | 5 de janeiro de 1928 a 18 de abril de 1928      |
| Ministro das Colónias                |          | Agnelo Portela (interino) (1869–1935)              | 24 de fevereiro de 1928 a 18 de abril de 1928   |
| Ministro da Instrução Pública        |          | Artur Ricardo Jorge (1886–1974)                    | 9 de julho de 1926 a 22 de novembro de 1926     |
| Ministro da Instrução Pública        |          | Alfredo Magalhães (1870–1957)                      | 22 de novembro de 1926 a 18 de abril de 1928    |
| Ministro da Agricultura              |          | Felisberto Pedrosa (1862–1937)                     | 9 de julho de 1926 a 18 de abril de 1928        |
|                                      |          |                                                    |                                                 |
| Subsecretário de Estado das Finanças |          | Carlos Ludovice (n/d–n/d)                          | 7 de junho de 1927 a 27 de agosto de 1927       |
| Subsecretário de Estado das Finanças |          | Silvino Artur Calheiros da Câmara (n/d–n/d)        | 27 de agosto de 1927 a 18 de abril de 1928      |
| Subsecretário de Estado da Guerra    |          | António Teixeira de Aguiar (1860–1939)             | 30 de agosto de 1926 a 29 de novembro de 1926   |